# 남공도선
남부섬선 (南港島線) 혹은 사우스아일랜드 선 (South Island Line)은 홍콩 지하철의 노선이다. 애드미럴티역의 중심업무단지와 홍콩섬 남 구를 잇는 노선으로, 이들 지역으로서는 처음으로 들어오는 철도 노선이기도 하다. 남공도 선은 무인 열차로 운행되며, 칭이의 관제센터에서 원격조종된다. 2007년 홍콩 입법회에서 건설법이 통과된 이후 약 10년간의 공사 끝에 2016년 12월 28일 개통하였다.
남부섬선은 계획 및 건설 당시에 남부섬선 (南港島線（東段）, South Island Line (East))이라는 이름이 붙어 서부섬선과 구별하도록 했다. 서부섬선은 현재 계획 중에 있다.

## 역 목록

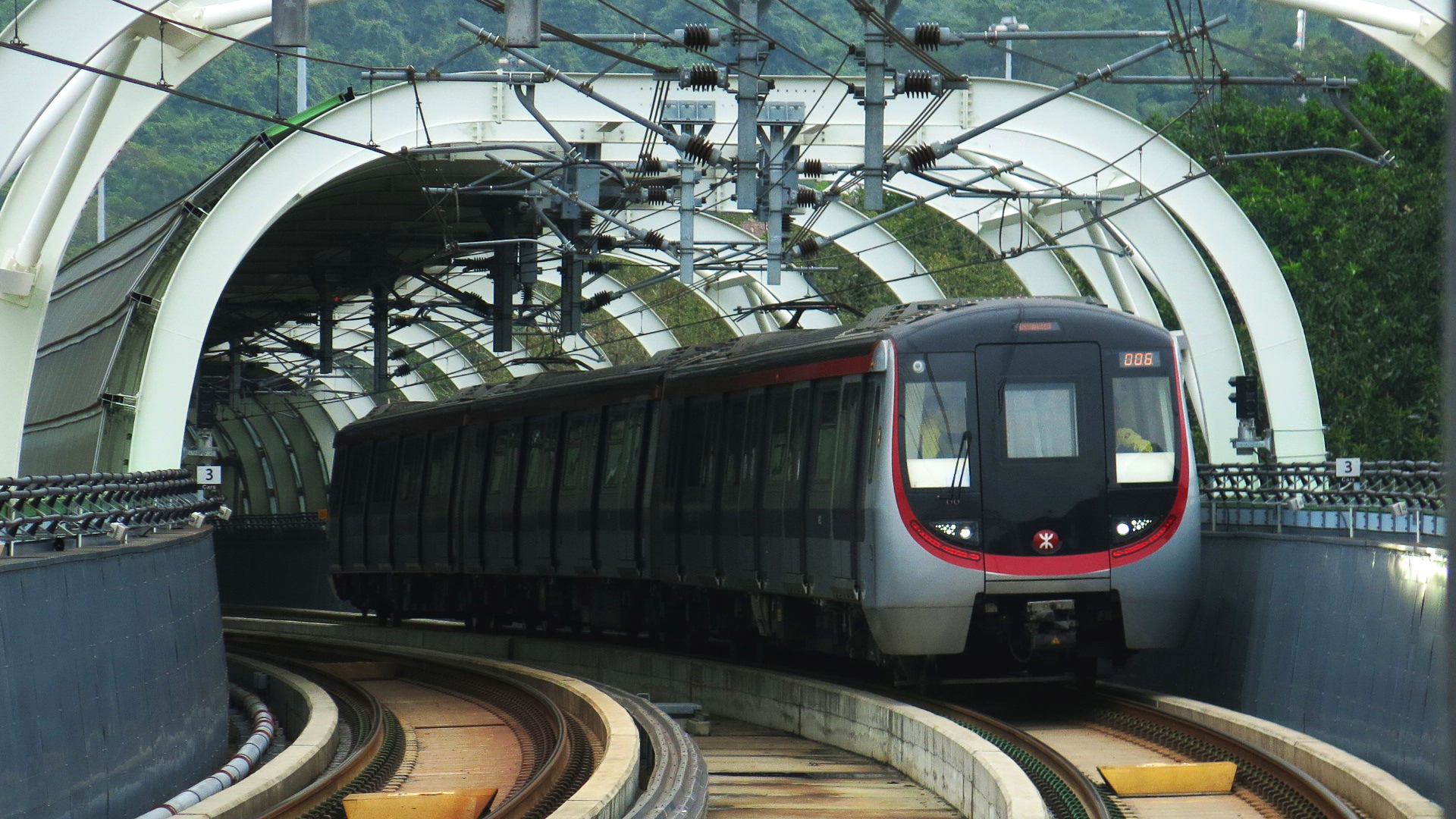
해양공원역에 진입하는 남공도선 열차

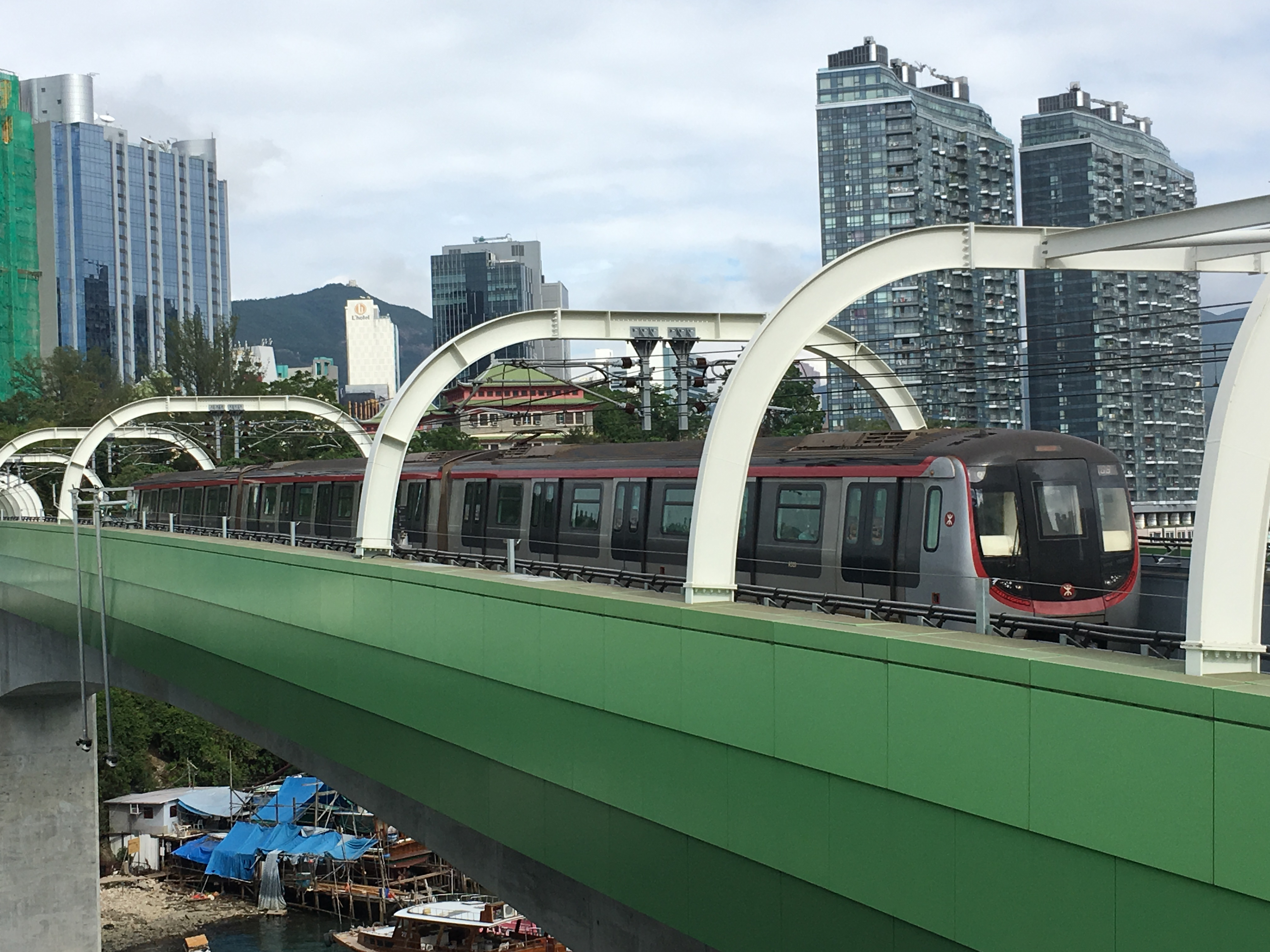
남공도선

|  | 감중 (애드미럴티)             | 金鐘     | Admiralty      | 중시구 | ■홍콩 지하철 췬완선 ■홍콩 지하철 홍콩심선 ■홍콩 지하철 동철선 |
|  | 해양공원 (오션파크)           | 海洋公園 | Ocean Park     | 난구   |                                                               |
|  | 웡죽항                        | 黃竹坑   | Wong Chuk Hang | 난구   | ■홍콩 지하철 서부섬선                                         |
|  | 레이둥                        | 利東     | Lei Tung       | 난구   |                                                               |
|  | 호이이분도우 (사우스호라이즌) | 海怡半島 | South Horizon  | 난구   |                                                               |

## 같이 보기
- 남공도 선 (서단)
- 홍콩 지하철